# Roulette (Blue)
Roulette è il quinto album dei Blue, pubblicato il 25 gennaio 2013 in Germania e altri paesi europei, il 1º febbraio in Italia e il 23 febbraio in Sud Africa; nel Regno Unito è stato pubblicato a luglio.
L'album, che segna il ritorno del gruppo dopo 8 anni di pausa, è stato registrato tra il 2010 e il 2012 a Los Angeles, New York e Londra ed è stato anticipato dal singolo Hurt Lovers; contiene, inoltre, il singolo I Can (brano con cui il gruppo ha partecipato all'Eurovision 2011).

## Tracce
1. Hurt Lovers – 3:56 (Ali Zuckowski, Martin Fliegenschmidt, David Jost, Jez Ashurst)
2. Without You – 3:27 (Wayne Hector, Mich Hansen, Jason Gill, Daniel Davidsen, Lee Ryan, Duncan James, Antony Costa, Simon Webbe)
3. Break My Heart – 4:06 (Novel Jannusi, George Wallen, Lee Ryan, Duncan James, Antony Costa, Simon Webbe)
4. Ayo – 3:50 (Saif Naqui, Troy Henry, Lee Ryan, Duncan James, Antony Costa, Simon Webbe)
5. Risk it All – 3:42 (Wayne Hector, Lucas Secon)
6. Heart on My Sleeve – 3:51 (Wayne Hector, Mich Hansen, Jason Gill, Daniel Davidsen)
7. We've Got Tonight – 3:39 (Novel Jannusi, George Wallen, Lee Ryan, Duncan James, Antony Costa, Simon Webbe, Wayne Hector, Pat Devine)
8. Paradise – 3:46 (Geo Slam, Lee Ryan, Duncan James, Antony Costa, Simon Webbe, Novel Jannusi)
9. Black Box – 3:28 (Mich Hansen, Lucas Secon, Wayne Hector, Jonas Jeberg)
10. Broken – 3:56 (Carl Haley, Greg Haley, Charlie Platt, Rafael Haley, Jake Isaac, Pat Devine, Lee Ryan, Duncan James, Antony Costa, Simon Webbe)
11. Break You Down – 3:38 (Hi W. Jackson, Obi Ebele, Uche Ebele, Lee Ryan, Duncan James, Antony Costa, Simon Webbe)
12. All I Need – 3:27 (Lee Ryan, Duncan James, Antony Costa, Simon Webbe, Steve DuBerry)
13. I Can – 3:01 (Lee Ryan, Duncan James, Ben Collier, Ciaron Bell, Ian Hope, Liam Keenan, StarSign)

iTunes Edizione Deluxe
1. Give Me a Shot – 3:32 (Uche Ebele, Obi Ebele, Andres Gill, Zachary Maxey, Lee Ryan, Duncan James, Antony Costa, Simon Webbe, Mario Bayliss)
2. Sing for Me – 3:18 (Novel Jannusi, Teddy Sky)